# Bidens heterodoxa
Bidens heterodoxa là một loài thực vật có hoa trong họ Cúc. Loài này được Fernald & H.St.John mô tả khoa học đầu tiên năm 1915.